# Muffatwerk
El Muffatwerk es un centro cultural y una central hidroeléctrica de gestión privada en el distrito Haidhausen de Múnich. Los directores ejecutivos son Dietmar Lupfer y Christian Waggershauser.
Desde el centro cultural se pueden observar un complejo de puentes que cruzan el río Isar, que incluye el Ludwigsbrücke, el Mariannenbrücke y Kabelsteg.  La chimenea amarilla del Muffatwerk de estilo art nouveau se puede ver desde muy lejos, debido a la elevación que tiene respecto a la densa población de árboles que componen un prado urbano en la ciudad.
En alianza con el museo de ciencia y tecnología más grande del mundo, el Deutsches Museum, el Gasteig, la sede de la Münchner Philharmoniker y Müller'sches Volksbad. El Muffatwerk es parte de un centro de entretenimiento internacional, donde se juntan la educación, el arte, cultura y recreación en el corazón de Múnich.

## Eventos
El álbum en vivo Boustrophedon fue grabado en el centro cultural en 2006 por el Transatlantic Art Ensemble de Evan Parker.

## Historia
Franz Karl Muffat, el concejal de Urbanismo de Múnich, junto al santo patrón de Muffatwerkes, Karl August, construyó en 1837 una central para suministrar agua desde  Haidhausen a Brunnhaus, en Auer Mühlbach en la entonces llamada isla de Lima. En 1867, se equipó la central eléctrica con una máquina de vapor. Después del establecimiento de la tubería de agua del Mangfalltal, las obras hidráulicas se clausuraron en 1883. El Muffatbrunnhaus se convirtió en una central eléctrica, cambiando de nombre a Muffatwerk y se utilizó principalmente para abastecer al nuevo tranvía eléctrico. La energía de salida de la central eléctrica fue inicialmente de 121 kW, después de la afiliación de otra planta de vapor en 1905, fue de 220 kW. En 1912, la potencia era de 1400 kW, de los cuales 1320 kW eran de las plantas de vapor y 80 kW fueron generados a partir de energía hidroeléctrica. La sala de calderas fue ampliada por última vez en 1936. En 1973, la planta de energía fue cerrada, fue reconstruida en 1992, transformándose en el centro cultural que es actualmente. El Muffathalle abrió sus puertas en 1993, la cervecería al aire libre en 2002. El Club Ampere se completó junto con algunas salas tras bastidores y la conversión de todo el complejo se finalizó en 2005.

## Funcionamiento

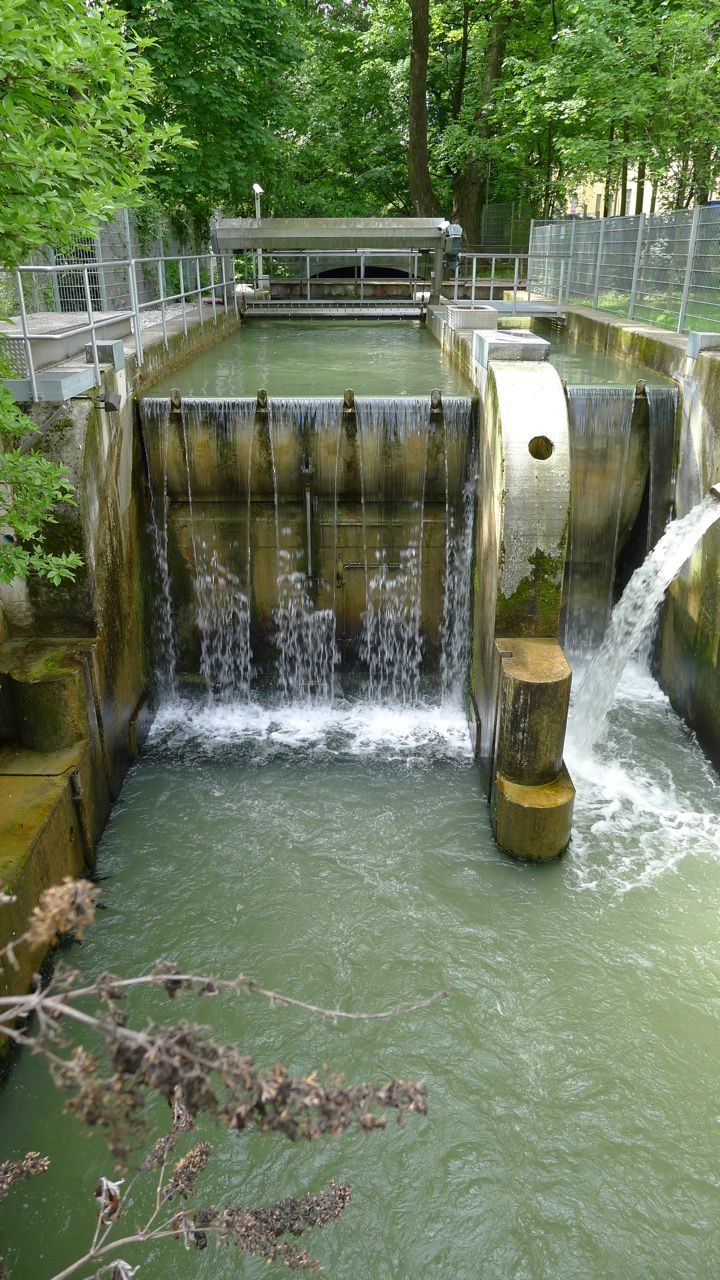
Cascada de la Auer Mühlbach. El generador actual de los Muffatwerks se encuentra debajo de la presa.

Auer Mühlbach cae en una cascada de cuatro metros de altura en las instalaciones de la fábrica.  Allí pasa por una turbina Kaplan, y actualmente genera 250 kilovatios de electricidad. Luego sale de la central de bombas.

## Junto al edificio construido Muffatwerk

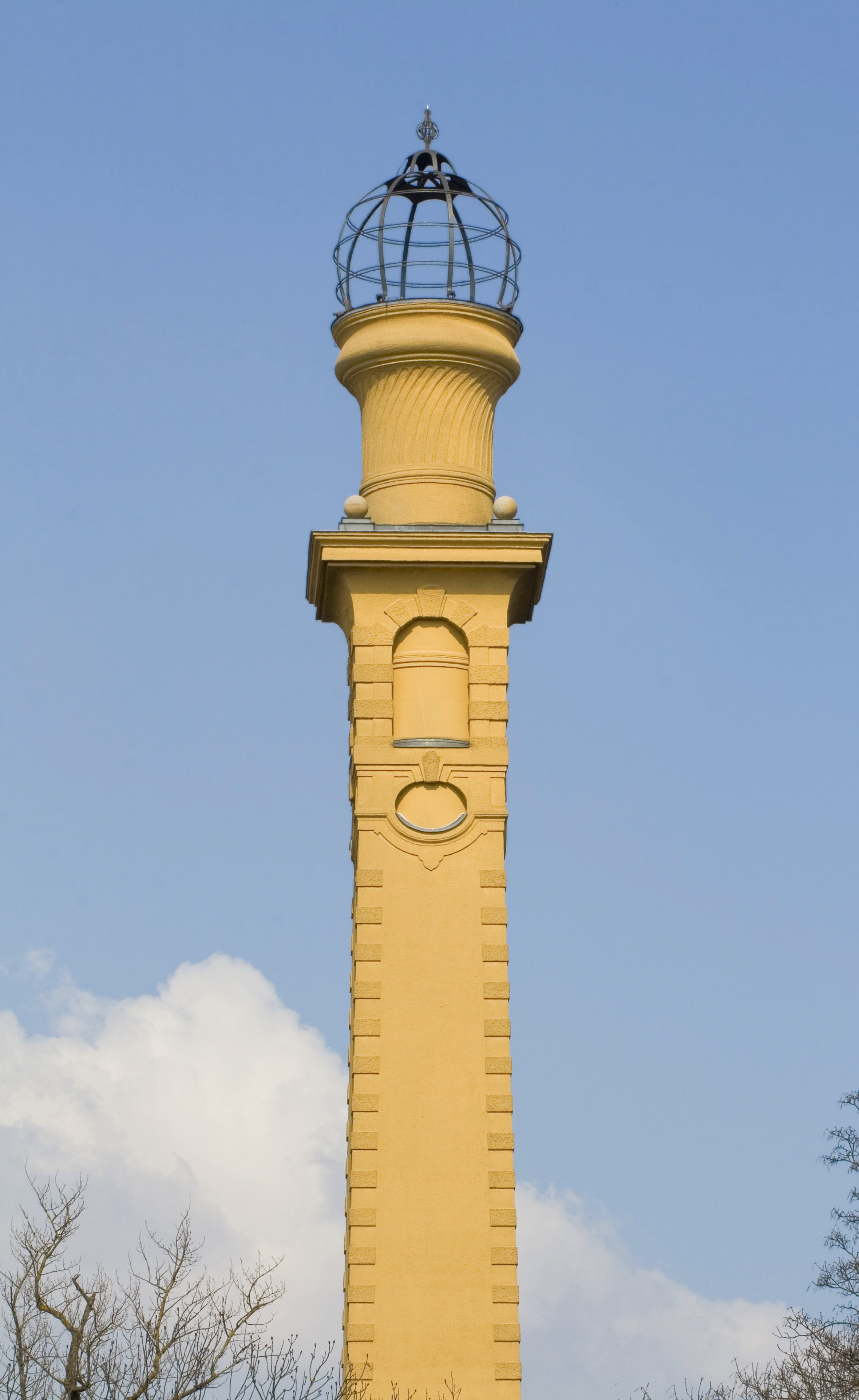
Vista detallada de la torre.

Para el gerente de la planta de energía, se construyó una villa al lado; el diseño también es de Hocheder. El puente de cable, que conduce desde Muffatwerk en la isla Prater en Isar, se construyó en 1898 especialmente para generar iluminación en la ciudad a través de los cables internos. Desde la isla Prater, el puente Mariannen conduce a la orilla izquierda del río Isar, frente al Muffatwerk.